# Objaw Cullena

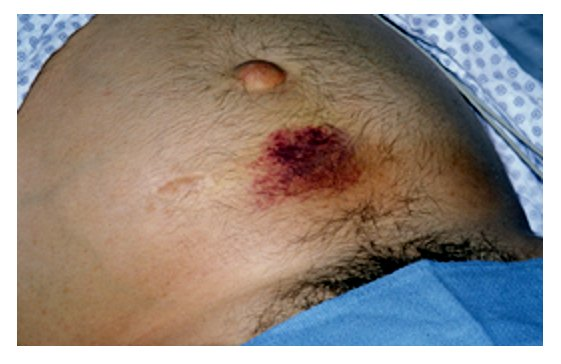
Objaw Cullena

Objaw Cullena (ang. Cullen's sign) – objaw ostrego zapalenia trzustki opisany w roku 1918 przez Thomasa Stephena Cullena, przejawiający się występowaniem brunatnosinych plam w okolicy pępka, będących ogniskami martwicy podskórnej tkanki tłuszczowej. Jest to objaw bardzo rzadki, w przypadku wystąpienia rokowniczo niepomyślny.